# Migojnice
Migojnice – wieś w Słowenii, w gminie Žalec. W 2018 roku liczyła 657 mieszkańców.